# Пархамович, Руслан Викторович
Руслан Викторович Пархамович (бел. Руслан Віктаравіч Пархамовіч; род. 18 июля 1980, Могилев, Белорусская ССР, СССР) — белорусский государственный деятель. Министр архитектуры и строительства (2020—2025). С 10 марта 2025 — помощник президента Республики Беларусь — инспектор по Гомельской области.

## Биография
Родился 18 июля 1980 года в Могилёве.
В 2002 году окончил Могилевский государственный технический университет по специальности «Промышленное и гражданское строительство», Институт повышения квалификации и переподготовки кадров Могилевского государственного технического университета по специальности «Бухгалтерский учёт, анализ и аудит», в 2011 — Академию управления при Президенте Республики Беларусь по специальности «Государственное и местное управление».

## Трудовая деятельность
В одном из интервью республиканской газете он рассказал, что первая запись в его трудовой книжке — "монтажник наружных трубопроводов 3-го разряда ОАО «Строительный трест № 12». По словам Пархамовича, он совмещал эту работу с обязанностями мастера. Затем он года возглавлял производственно-технический отдел управления механизации № 120 в стройтресте № 12. На выборах в местные Советы депутатов 28 созыва был избран депутатом по Ямницкому избирательному округу № 21 в городской Совет. На тот момент он ещё возглавлял ДСК. С марта 2018 года по 4 июня 2020 года работал заместителем председателя Могилёвского областного исполнительного комитета. До назначения на должность министра работал директором ОАО «Могилевский домостроительный комбинат».
4 июня 2020 года назначен министром архитектуры и строительства.

Очень современный, руководитель будущего, который организовал работу строительного комплекса в области. Очень подвижный, умница, понимающий в строительной отрасли, разворотливый.— сказал Александр Лукашенко во время назначения Руслана Викторовича
10 марта 2025 года назначен помощником президента Республики Беларусь — инспектором по Гомельской области.

## «Двойник»
Белорусские геймеры заметили, что Руслан очень похож на одного из героев игры «Инджриха из Скалицы». Когда смотришь на персонажа, складывается ощущение, что в этом случае дизайнер взял за его прообраз с Пархамовича.